# اسکای‌دنس مدیا

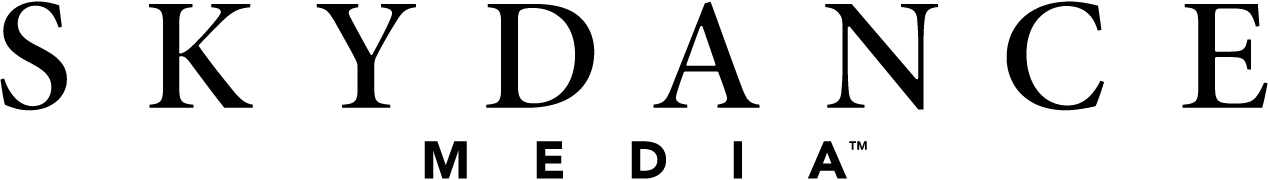
لوگو از سال ۲۰۱۶ تا سال ۲۰۲۱.

اسکای دنس مدیا به (انگلیسی: Skydance Media) یک شرکت تولیدی آمریکایی است که در سنتا مونیکا، کالیفرنیا مستقر است.  

## تولیدات

### فیلم ها
| سال تولید | نام فیلم                      |
| --------- | ----------------------------- |
| ۲۰۰۶      | پسران پرواز                   |
| ۲۰۱۰      | شهامت واقعی                   |
| ۲۰۱۱      | مأموریت: غیرممکن - پروتکل شبح |
| ۲۰۱۲      | سفر گناه                      |
| ۲۰۱۲      | جک ریچر                       |
| ۲۰۱۳      | جی. آی. جو: تلافی             |
| ۲۰۱۳      | پیشتازان فضا به‌سوی تاریکی     |
| ۲۰۱۳      | جنگ جهانی زد                  |
| ۲۰۱۴      | جک رایان: سرباز سایه          |
| ۲۰۱۵      | نابودگر: جنسیس                |
| ۲۰۱۵      | مأموریت: غیرممکن - ملت یاغی   |
| ۲۰۱۶      | جک ریچر: هرگز بازنگرد         |
| ۲۰۱۶      | فراتر از پیشتازان فضا         |
| ۲۰۱۷      | حیات                          |
| ۲۰۱۷      | گارد ساحلی                    |
| ۲۰۱۷      | طوفان جهانی                   |
| ۲۰۱۸      | نابودی                        |
| ۲۰۱۸      | مأموریت: غیرممکن - فال‌اوت     |
| ۲۰۱۹      | مرد ماه جوزا                  |
| ۲۰۱۹      | نابودگر: سرنوشت تاریک         |
| ۲۰۱۹      | شش زیرزمینی                   |
| ۲۰۲۰      | نگهبانانی از دیرباز           |
| ۲۰۲۱      | بدون پشیمانی                  |
| ۲۰۲۱      | جنگ فردا                      |
| ۲۰۲۱      | چشمان مار: منشأ جی.آی. جو     |